# Ixorida mindanaoensis
Ixorida mindanaoensis är en skalbaggsart som beskrevs av Mohnike 1873. Ixorida mindanaoensis ingår i släktet Ixorida och familjen Cetoniidae. Inga underarter finns listade i Catalogue of Life.